# Baba Moustapha
Mahamat "Baba" Moustapha (1952-1982) var en tchadisk dramatiker, som skrev sine værker i Frankrig. Hans værker var Le Maitre des Djinns, Le Souffle de l'Harmattan and Makarie aux Épines.
| Biografi | Spire Denne biografi er en spire som bør udbygges. Du er velkommen til at hjælpe Wikipedia ved at udvide den. |